# Virtu Financial
Virtu Financial Inc är ett amerikanskt multinationellt likviditetsgarant som har sina verksamheter inom högfrekvenshandel. De har inhemsk närvaro i New York, New York och Austin, Texas samt utländsk närvaro i Dublin på Irland och i Singapore.
2012 framkom det vid förvärvsförsöket av finansbolaget Knight Capital att Virtu hade gått med vinst varje dag utom en mellan 2008 och 2012. 2014 meddelade Virtu att man ansökte om att bli ett publikt bolag och bli listat på Nasdaq, de värderade företaget till $3 miljarder vid en potentiell börsintroduktion. Den 16 april 2015 blev företaget officiellt listat på Nasdaq.
För 2016 hade de en omsättning på omkring $700 miljoner och hade tillgångar på nästan $3,7 miljarder. De har sitt huvudkontor i New York, NY.